# Leptogium milligranum
Leptogium milligranum är en lavart som beskrevs av Sierk. Leptogium milligranum ingår i släktet Leptogium och familjen Collemataceae.   Inga underarter finns listade i Catalogue of Life.